# Хіда'ар
Хіда'ар (д/н — бл. 2304 до н. е.) — 11-й енсі-гал (верховний володар) Другого царства Марі близько 2320—2304 року до н. е. — за середньою хронологією, (за іншою хронологією — 2304—2295 до н. е., за короткою хронологією — 2213—2204 до н. е.)

## Життєпис
Якійсь родич енсі-галя Ні-зі. за час панування якого обіймав посаду збирача податків в одній з областей та мав титул лугаля («князя»). Спадкував Ікун-Ішару, який можливо був його небожем.
Спрямував усі зусилля заради відродження потуги Марі та взяття реваншу у протистоянні з Еблою. Спробував перетягнути на свій бік правителя міста-держави Хадду (неподалік кордо Марі), який був васалом Ебли. Для цього відправив посланця Шувара-вабара. Той спочатку начебто досяг успіху, але зрештою Хадду залишилося вірним еблаїтам. У відповідь малікум Ір'ак-Даму в союзі з державами Нагар і Кіш близько 2305 (2205 до н. е.) року до н. е. виступив проти Марі. Наступного року супротивники Хіда'ара захопили важливе місто Туттул. Зрештою у вирішальні битві біля Терки маріотське військо зазнало нищівної поразки. Побоюючись остаточного знищення енсі-гал відправив свого брата — Нене, — що уклав перемир'я в Теркі. Остаточно мирна угода була підписана в Еблі. При цьому, що досить незвичайно, в цих перемовинах брала дружина Хіда'ар — Баба — і син Ашігу. Марі поступилася новими землями супротивникам й зобов'язалася збільшити данину. В результаті вага держави в регіоні значно скоротилася, в торгівлі маріотів потіснили еблаїти.
Напевне невдовзі Хіда'ар помер. Трон отримав Ішкі-Марі.